# Подводные лодки типа «B» (Норвегия)
Подводные лодки типа «B» (норв. B-klasse undervannsbåt) — серия норвежских дизель-электрических подводных лодок 1920-х годов. Первые норвежские подводные лодки собственной постройки. Всего с 1915 по 1930 год на верфях в Хортене было построено 6 лодок этой серии, состоявших на вооружении ВМС Норвегии до Второй мировой войны. С её началом, большинство подводных лодок этой серии было захвачено германскими войсками и ограниченно использовались ими в роли учебных. Все подводные лодки этого типа были пущены на слом в начале—середине 1940-х годов.

## Представители
| Номер | Спуск на воду   | Судьба                                             |
| ----- | --------------- | -------------------------------------------------- |
| B1    | 1 августа 1923  | пущена на слом в 1946                              |
| B2    | 15 августа 1923 | захвачена германцами, дальнейшая судьба неизвестна |
| B3    | 25 января 1924  | затоплена экипажем 9 апреля 1940                   |
| B4    | 19 декабря 1923 | захвачена германцами, дальнейшая судьба неизвестна |
| B5    | 17 июня 1929    | пущена на слом в 1942                              |
| B6    | 4 сентября 1929 | потоплена в октябре 1944                           |